# Premi Martí Gasull i Roig
Els Premis Martí Gasull i Roig són un reconeixement a una persona o entitat que per l'exemplaritat de la seva tasca en defensa de la llengua catalana hagi contribuït de manera notable a la millora de la situació del català. Els lliura anualment la Plataforma per la Llengua i porta el nom en record i honor a Martí Gasull i Roig, activista lingüístic i un dels fundadors d'aquesta organització, mort l'any 2012 en un accident de muntanya al Manāslu, al Nepal. Segons les bases dels premis "S'atorguen, anualment, a persones o entitats dels Països Catalans que s'hagi distingit per promoure els objectius de la Plataforma per la Llengua per als quals va treballar amb total dedicació en Martí Gasull i Roig: promoure la llengua catalana com a eina de cohesió social i des d'una perspectiva transversal en l'àmbit socioeconòmic i audiovisual, en l'acollida lingüística de nouvinguts, en tots els àmbits educatius i a les administracions."
El premi per votació popular té dotació econòmica a més d'un guardó. Va ser instaurat l'any 2013 i la primera edició de lliurament es va celebrar el 4 de febrer del 2014 al Born Centre Cultural en referència a l'edició del 2013. Normalment es lliura en un acte al febrer de l'any següent a l'edició. El guardó del premi és una escultura inspirada i dedicada a la memòria de Martí Gasull i Roig. El material principal utilitzat és el ferro, com a símbol de força i resistència. Està dissenyada pel prestigiós orfebre i joier català Joaquim Capdevila i Gaya. Un cop feta la convocatòria del premi qualsevol persona pot presentar una candidatura. Per fer-ho, ha d'adjuntar un document explicatiu de la persona o entitat proposada bo i acreditant una trajectòria en favor de la promoció i defensa de la llengua catalana. D'entre les candidatures proposades, un jurat n'escull tres perquè passin a votació popular. La votació popular es canalitza a través del web de la Plataforma per la Llengua i és oberta a tothom que hi vulgui participar. S'escull un únic guardonat.
Des de l'edició del 2016 es va instaurar el premi especial del jurat fruit de la deliberació directa dels seus membres, concedit a títol honorífic a persones que s'hagin distingit per la seva defensa de la llengua catalana en tots els àmbits de la societat.

## Historial
| Edició | Any  | Guanyador                                 | Finalistes                                           | Premi Especial del Jurat    | Premi a la Innovació |
| ------ | ---- | ----------------------------------------- | ---------------------------------------------------- | --------------------------- | -------------------- |
| I      | 2013 | Assemblea de Docents de les Illes Balears | Viquipèdia en català i Joan Carles-Martí i Casanova  | -                           | -                    |
| II     | 2014 | Escola Valenciana                         | Cerveses Moritz i Albert Jané i Riera                | -                           | -                    |
| III    | 2015 | Grup Bon Preu                             | Grup Flaix i Associació de Treballadors Pakistanesos | -                           | -                    |
| IV     | 2016 | Comunitat sikh de Catalunya               | La Bressola i Softcatalà                             | Albert Jané i Riera         | -                    |
| V      | 2017 | Catalunya Ràdio                           | Escola La Masia i Cinemes Texas                      | Josep Ruaix i Vinyet        | -                    |
| VI     | 2018 | Som Energia                               | Casa Amaziga de Catalunya i Pupil·les                | Maria del Mar Bonet         | -                    |
| VII    | 2019 | Llibreria Catalana de Perpinyà            | Amical Wikimedia i Gaming.cat                        | Maria Teresa Casals i Rubio | -                    |
| VIII   | 2020 | Sàpiens                                   | Parlem i Companyia Teatre Micalet                    | Josep Vallverdú i Aixalà    | -                    |
| IX     | 2021 | Ràdio Arrels                              | Diari de Balears i La Fageda                         | Joaquim Arenas i Sampera    | -                    |
| X      | 2022 | VilaWeb                                   | FilminCAT i La Bressola                              | Blanca Serra i Puig         | Cabrafotuda          |
| XI     | 2023 | Camacuc                                   | Dagoll Dagom, Camacuc i Quart Creixent               | Joan Vall Clara             | Cèlia Espanya Serret |